# Les 101 Dalmatiens 2
Pour les articles homonymes, voir Les 101 Dalmatiens (homonymie).
Série
Les 101 Dalmatiens
(1961)
Pour plus de détails, voir Fiche technique et Distribution.
Les 101 Dalmatiens 2 : Sur la trace des héros ou Les 101 Dalmatiens 2 : L'aventure londonienne de Patch au Québec (101 Dalmatians II: Patch's London Adventure) est le 78e long-métrage d'animation des studios Disney.
Sorti directement en vidéo en 2003, il est la suite des 101 Dalmatiens (1961).
Le film commence alors que Patch souhaite se démarquer des autres chiots dalmatiens et rêve aux aventures de son héros, le chien Ouragan. Accidentellement séparé du reste de sa famille lors d'un camion de déménagement vers la campagne anglaise, Patch en profite pour rencontrer son idole. Cruella d'Enfer, quant à elle, a découvert les peintures tachetées d'un nouvel artiste excentrique. Pour l'inspirer, elle ordonne à Horace et Jasper de kidnapper à nouveau tous les autres chiots dalmatiens dans l'idée de s'en servir comme toiles pour de nouvelles œuvres. Patch et Ouragan vont devoir trouver un moyen de les sauver et de prouver à tout le monde qu'ils ne sont pas que de simples héros de la télévision.

## Synopsis
Un an après avoir sauvé leurs chiots, Roger et Anita ainsi que leurs 101 Dalmatiens se préparent à déménager dans une maison à la campagne avec beaucoup de place pour tous. Cependant, Patch, l'un des chiots, se sent ignoré et souhaite être unique comme son héros de la télévision, Ouragan. Après la fin de l’épisode, Patch entend parler d'une chance d'apparaître dans l'émission. Il est accidentellement laissé pour compte lorsque sa famille s’apprêtent à déménager, il décide donc de se rendre à l'audition pour rencontrer son héros et gagner une place d'invité dans l'émission, mais ne parvient pas à impressionner les producteurs.
Pendant ce temps, l'acolyte "fiable" d’Ouragan, Courant d'Air, dit à Ouragan que les producteurs veulent le remplacer par un chien plus jeune. Afin de sauver son emploi, Ouragan décide qu'il ira dans le monde réel et accomplira un vrai acte héroïque pour conserver sa carrière. Connaissant tous les épisodes d’Ouragan par cœur, Patch fournit le guide parfait pour la star de la télévision dans ses tentatives d'héroïsme de la vie réelle. Ailleurs à Londres, Cruella de Vil, incapable d'acheter des fourrures parce qu'elle était en probation pour ses crimes précédents, tente d'apaiser sa fixation sur les taches avec l'aide de Lars, un artiste beatnik français. Afin de l'inspirer, elle reprend sa chasse aux Dalmatiens, en utilisant une photo de journal de Patch pour trouver leur nouvelle adresse.
La famille de Patch prend enfin conscience qu'il est porté disparu et retourne à Londres pour le trouver. Cruella libère sous caution ses anciens hommes, Jasper et Horace, de prison. Elle les envoie dans un camion de nourriture pour chiens volés pour kidnapper les chiots restants. Ils réussissent après avoir traité avec Nanny, et ils les emmènent chez Lars. Lorsque Cruella demande à Lars de la fourrure de ses chiots pour en faire un chef-d’œuvre, Lars refuse avec colère, ne voulant pas leur faire du mal. Enragée, elle l'attache et le bâillonne et revient à son plan initial de fabrication d'un manteau de fourrure dalmatien.
Les chiots emprisonnés font un aboiement nocturne pour demander de l'aide, qui est ramassé par Patch et Ouragan, et ils ont entrepris pour sauver la famille de Patch. Courant d'Air est horrifiée lorsqu'il découvre que Ouragan pourrait réussir à devenir un héros et se précipite vers l'entrepôt où les chiots sont détenus. Il convainc Ouragan de ne pas utiliser le plan furtif de Patch, mais d'attaquer ouvertement. Cruella apparaît, assomme Ouragan et verrouille Patch et Ouragan  dans une cage. Courant d’Air se faufile et révèle à Patch que Ouragan n'est pas un héros mais un acteur et lui révélant à Ouragan qu’il a inventé cette histoire de remplacement pour lui voler sa tête d’affiche et s’en va en les laissant enfermés. Patch est profondément blessé que Ouragan lui ait menti, mais il trouve un moyen de faire évader ses frères et sœurs en s’inspirant d’un épisode d’Ouragan mais celui-ci reste dans sa cage ouverte. Patch parvient à tromper Cruella et les frères ses deux hommes pour qu'ils descendent, tandis que les chiots s'échappent par le toit du bâtiment. Pendant ce temps, Ouragan s'échappe de sa cage et libère Lars.
Les chiots montent à bord d'un bus à deux étages, mais Cruella, Jasper et Horace découvrent l'évasion et les poursuivent dans leur camion volé, faisant la course dans les rues de Londres et s'écrasent dans le tournage de la nouvelle série de Courant d’Air. Cruella, Jasper et Horace coince les chiots dans une ruelle. Patch essaie de les retenir pendant que les autres s'échappent, mais ils ne sont pas découragés. Heureusement, Ouragan arrive, après avoir été conduit sur les lieux par Lars, et simule une crise cardiaque, distrayant Cruella en la faisant assommer Jasper et Horace. Patch met le bus en marche arrière, envoyant Cruella, Jasper, Horace et Courant d’Air hors de la rive , ainsi que leur camion volé. Patch et Ouragan examinent la scène et aboie héroïquement leurs victoires. Courant d’Air a été arrêté par des chiens police. Cruella est également arrêtée et, maintenant complètement folle, est envoyée dans un établissement psychiatrique, tandis que Jasper et Horace ont avoué leurs actions à Roger et Anita que c’était Cruella qui était à l'origine des enlèvements, les accusations ont été abandonnées, pardonnées, réformées et ont commencé leur propre boutique de robes de soleil. Pongo et Perdita arrivent pour dire à Patch qu'ils sont fiers de lui. Ouragan se rejette comme un simple acteur, mais dit que Patch est "un vrai chien unique en son genre".

## Fiche technique
- Titre original : 101 Dalmatians II : Patch's London Adventure
- Titre français : Les 101 Dalmatiens 2 : Sur la trace des héros
- Titre québécois : Les 101 Dalmatiens 2 : L'aventure londonienne de Patch
- Réalisation : Jim Kammerud et Brian Smith
- Scénario : Jim Kammerud et Brian Smith, d’après une histoire de Jim Kammerud, Dan Root, Garrett K. Schiff, Brian Smith et Temple Mathews, basé sur une nouvelle de Dodie Smith
- Musique : Richard Gibbs
- Montage : Robert S. Bichard et Ron Price
- Production : Carolyn Bates et Leslie Hough
- Société de production : Walt Disney Pictures, Walt Disney Télévision Animation
- Société de distribution : Buena Vista Home Entertainment
- Langue : Anglais
- Format : Couleurs - 35 mm - 1,66:1 Dolby Digital
- Durée : 74 minutes
- Dates de sortie :
  - France : 6 novembre 2002
  - États-Unis : 21 janvier 2003
  - Québec : 21 janvier 2003

## Distribution

### Voix originales
- Bobby Lockwood : Patch
- Barry Bostwick : Ouragan
- Jason Alexander : Courant d'air
- Susan Blakeslee : Cruella d'enfer
- Martin Short : Lars
- Samuel West : Pongo
- Kath Soucie : Perdita
- Maurice LaMarche : Horace
- Jeff Bennett : Jasper
- Jodi Benson : Anita
- Tim Bentinck : Roger
- Mary MacLeod : Nanny
- Michael Lerner : le producteur

### Voix françaises
- Gwenaël Sommier : Patch
- Emmanuel Jacomy : Ouragan
- Jean-Claude Donda : Courant d'Air
- Élisabeth Wiener : Cruella d'Enfer
- Daniel Lafourcade : Lars
- Bruno Choël : Pongo
- Magali Barney : Perdita
- Serge Blumenthal : Horace
- Michel Papineschi : Jasper
- Véronique Desmadryl : Anita
- Renaud Marx : Roger
- Louise Vincent : Nanny
- Pierre Dourlens : Le producteur
- Jacques Ciron : L'annonceur

### Voix québécoises
- Léo Caron : Patch
- Denis Mercier : Ouragan
- Joël Legendre : Courant d'Air
- Élise Bertrand : Cruella d'Enfer
- Luis de Cespedes : Lars
- Antoine Durand : Pongo
- Aya Maria : Aya Maria
- Pierre Auger : Samira
- Daniel Lesourd : Jasper
- Line Boucher : Anita
- François Godin : Roger
- Johanne Garneau : Nanny
- Pierre Chagnon : Le producteur
- Mario Desmarais : L'annonceur
- Violette Chauveau : La chienne caniche admiratrice d'Ouragan
- Christine Bellier : La chienne cocker admiratrice d'Ouragan
- Lisette Dufour : La chienne spitz admiratrice d'Ouragan

## Musique
- Je vois des taches - Roger
- Recommence - Soliste homme
- Kanine Krunchies - Chœur, fillettes

## Détails de sorties francophones en vidéo
France
- 6 novembre 2002 : VHS, recadrage 1,37 - 4/3, doublage  français
- 6 novembre 2002 : DVD Édition simple, format 1,78 - 16/9, doublage français
- 27 août 2008 : DVD Édition exclusive, format 1,78 - 16/9, doublage français
- 8 août 2012 : Blu-Ray

 Québec
- 21 janvier 2003 : VHS, recadrage 1,37 - 4/3, doublage québécois
- 21 janvier 2003 : DVD, format 1,78 - 16/9, doublage québécois
- 16 septembre 2008 : DVD Édition exclusive, format 1,78 - 16/9, doublage québécois
- 9 juin 2015 : Blu-Ray